# Politiebureau Raampoort

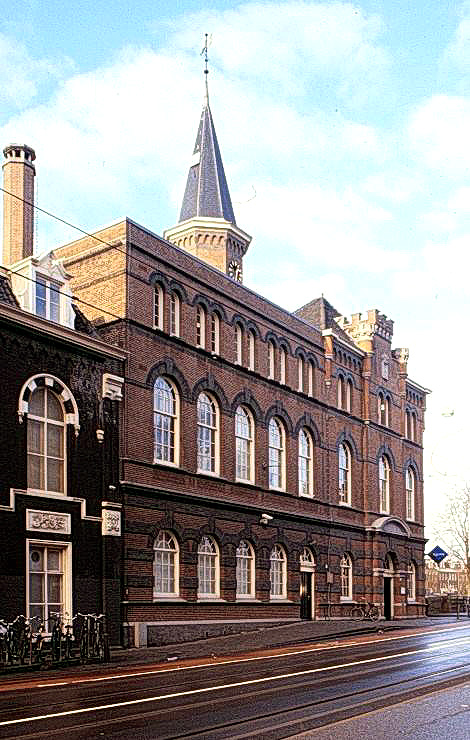
Politiebureau Raampoort, voorgevel aan de Marnixstraat.

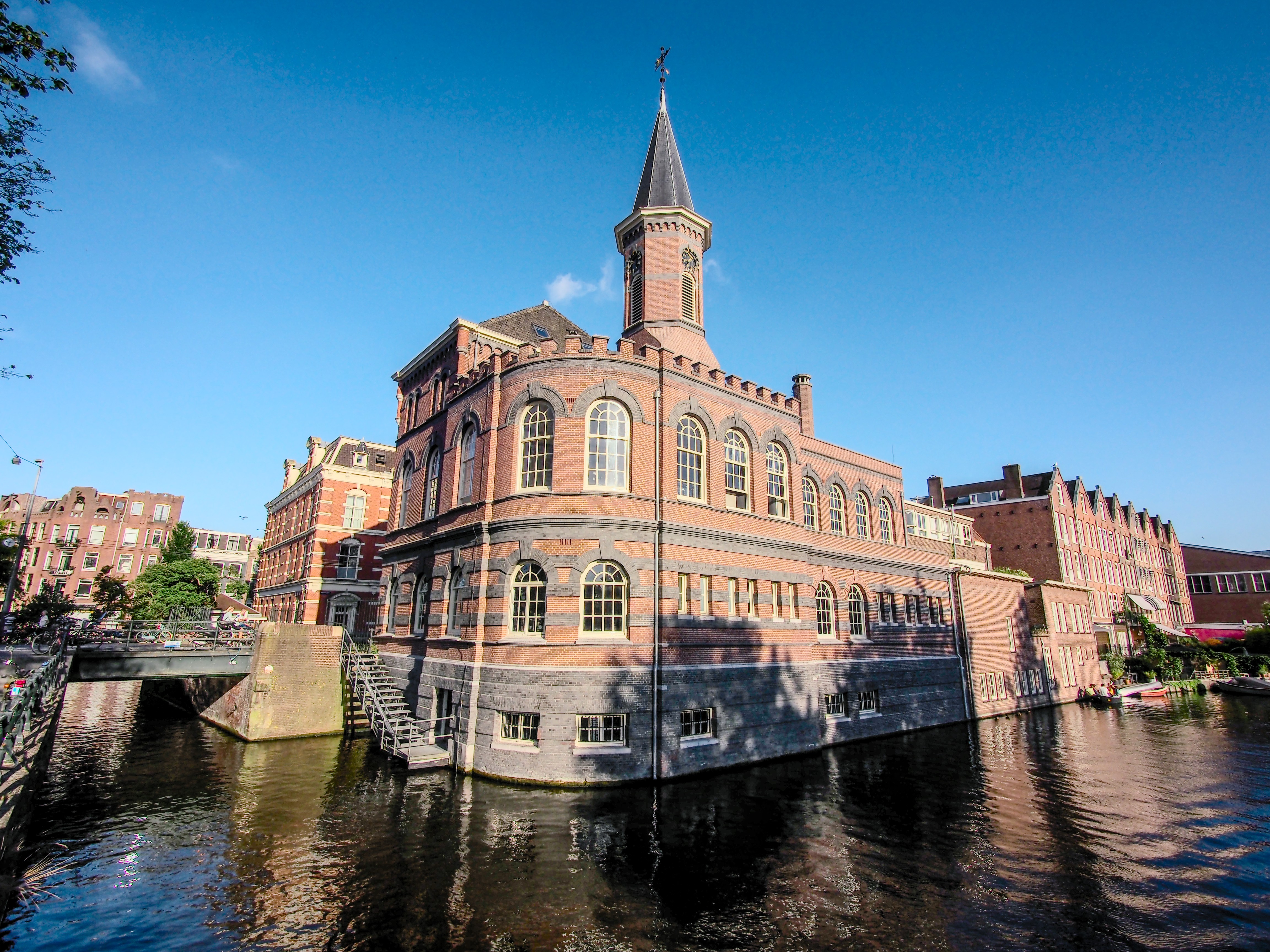
De achterzijde aan Singelgracht.

Politiebureau Raampoort, ook wel bureau Raampoort genoemd, is een 19e-eeuws voormalig politiebureau aan de Singelgracht in Amsterdam, op de hoek van de Marnixstraat en Tweede Hugo de Grootstraat. Het gebouw uit 1888, een ontwerp van Willem Springer, werd in 2001 aangewezen als rijksmonument.
Het gebouw met de karakteristieke torens en kantelen staat aan Marnixstraat 148, tegenover het Tweede Marnixplantsoen met het beeld van een hollende man met vioolkist. Vóór het bureau ligt een pleintje gevormd door de Bullebaksluis. Tegenover, aan Bloemgracht 300, op de hoek met de Lijnbaansgracht, staat een pand bekroond met een toren die een soort spiegelbeeld vormt van de grote toren van het politiebureau.
Nadat al eerder het politiebureau niet meer geopend was voor publiek - de publieksfunctie was overgenomen door het politiebureau aan de Lijnbaansgracht - heeft de politie zich begin 2014 geheel uit het pand teruggetrokken.

## Beschrijving
Het politiebureau werd ontworpen door architect Willem Springer in eclecticische stijl. Het is een mengeling van neoclassicistische architectuur met middeleeuwse elementen als torens en kantelen.
Het bestaat uit drie bouwlagen op een rechthoekige plattegrond. De gevels bestaan uit rood baksteen met bandwerk van donkerkleurig geverfd baksteen op een hardstenen plint. De achterzijde aan de Singelgracht bevindt zich één verdiepinghoogte onder het maaiveld en rust op een fundering in het water.
Aan de rechterzijde is een drie traveeën brede risaliet gedekt door een tentdak met zwarte dakpannen. Hier is de rondboogvormige hoofdingang van het gebouw, met hardstenen fronton. Ook het middelste gedeelte risaleert en is hoger opgetrokken, met een top voorzien van kantelen en aan weerszijden door hardsteen gekanteelde erkertorentjes. Tussen deze torentjes is een gevelsteen met daarop het wapen van Amsterdam. Aan de achterzijde is een afgerond risaliet voorzien van een gekanteelde weergang.
Het gebouw wordt bekroond door een grote achtkantige toren met windvaan onder een spitsdak.

## Geschiedenis
Op deze plek stond oorspronkelijk een kleine poort in de stadsmuren, de Raampoort, die in 1844 werd afgebroken. Het politiebureau werd gebouwd in 1888. Oorspronkelijk was het gebouw zowel politiepost als bureau voor de buurtsecretaris. Na de opheffing van de buurtsecretariaten in 1898 werd het hele gebouw in gebruik genomen als politiebureau. In 1929 werden drie naastgelegen percelen in de Marnixstraat bij het politiebureau betrokken. De Japanse designmeubelverkoper 'Time & Style' vestigde in 2017 in het gebouw een winkel.

## In fictie
Bureau Raampoort komt voor in een reeks romans van Appie Baantjer. In De Cock en de moord op het vertrouwen (en de daarop gebaseerde aflevering van televisieserie Baantjer) bijvoorbeeld ontdekt De Cock dat er op bureau Raampoort dingen aan de hand zijn die het daglicht niet kunnen verdragen. In de boekenserie De Waal & Baantjer is het bureau de werkplek van de rechercheurs Van Opperdoes en Jacob.
In 2014-2015 liep er een SBS6-politieserie, Bureau Raampoort, over rechercheurs van het politiebureau.